# シズコズドーター
『シズコズ　ドーター』（英語: "Shizuko's Daughter"）は、キョウコ・モリ (Kyoko Mori) によって書かれた小説である。

## 物語
主人公の母親である静子は一通の遺書を残して自殺してしまう。主人公の有紀が12歳のときの出来事だった。
母の死後から大した時間を経ることもなくすぐに再婚してしまった父、秀樹に対しての失望感、生活の変化による級友とのあつれき。継母への不信とわだかまり。避けられない流れの中で望むべくもなく愛を拒絶することになる。
ほんとうの心の居場所が一瞬よぎる母との芳しい思い出の中でしか見出せなくなったかのように思われる日々の中、彼女はある日母の古いスケッチブックからその死の真相を知るのだった..。
花に彩られた四季を背景として、少女の心の闇がやがて輝きに変わってゆく日々を鮮明で硬筆な文章で映し出した魂を揺さぶる愛の物語。

## 反響
この本では難しいテーマを扱っている。児童文学ではないが少女や女性を対象としており、年齢を問わず読むことのできる秀作となっている。
アメリカにおいて1993年に出版、翻訳され日本では1995年10月5日に出版された。93年「ニューヨーク・タイムズ」紙年間ベストブックに選ばれた。パブリッシャーズ・ウィークリー・ベスト・ブック賞を受賞。全米で大きな反響と感動を呼んだ。